# 华尔街48号
华尔街48号（48 Wall Street），一度称为纽约银行大厦（Bank of New York Building），建于1928年，位于纽约市金融区华尔街与威廉街（William Street）转角，此地块自1797年由纽约银行使用。2007年美国金融博物馆迁入这座大厦。
2003年，该建筑列入美国国家史蹟名錄。
该建筑外为华尔街地铁站入口。